# Veselin Topalov
Veselin Topalov (15 de Março de 1975, Ruse, Bulgária) é um Grande Mestre de xadrez búlgaro e ex-campeão mundial.

Em uma entrevista publicada recentemente conta que escolheu a Espanha para se formar enxadristicamente: 
"Necessitava jogar muitos torneios para amadurecer e colher experiência, e a Espanha estava em plena expansão em termos de organização. Meu treinador conseguiu que me convidassem para os torneios de Elgoibar, Oviedo e Las Palmas, onde reparti a primeira posição com Viktor Korchnoi e Zenón Franco. Em 1992 joguei mais de 20 torneios abertos, nas mesmas circunstâncias, seria incapaz de realizar. Estes dois anos na Espanha me serviram para aumentar meu ELO de 2460 (ao redor de 1500 na classificação mundial) para 2670 (12º do mundo) e converter-me num verdadeiro profissional. Foram tempos difíceis à princípio, quando só sabia algumas palavras de espanhol."[carece de fontes?]

## Carreira
O Campeonato Mundial de Xadrez de 2005 organizado pela FIDE foi realizado em Potrero de los Funes na Argentina ente 27 de setembro e 16 de outubro. A disputa foi em um torneio todos-contra-todos em duas voltas e empregando um controle do tempo mais lento. Os jogadores convidados foram os finalistas do último campeonato FIDE (Rustam Kasimdzhanov e Michael Adams), o campeão mundial da PCA (Vladimir Kramnik) e seu último desafiante (Péter Lékó), e os quatro jogadores melhores ranqueado pelo rating ELO (Garry Kasparov, Viswanathan Anand, Veselin Topalov e Alexander Morozevich). Kramnik e Kasparov recusaram o convite e seus lugares foram ocupados por mais dois jogadores melhores ranqueados: Peter Svidler e Judit Polgár. A participação de Judit Polgar fez dela a primeira mulher a competir pelo título mundial absoluto. Topalov venceu a competição e se tornou campeão mundial.
O match de reunificação do título entre Topalov e Kramnik foi organizada no final de 2006. Depois de muita controvérsia, foi vencido no desempate por Kramnik, que se tornou o primeiro campeão mundial de xadrez unificado desde a ruptura de Kasparov com a FIDE para formar a PCA em 1993.
O campeonato mundial de 2010 foi disputado entre Anand e o vencedor do match entre Topalov e o vencedor da Copa do Mundo de Xadrez de 2007, Gata Kamsky. Anand manteve o título vencendo Topalov por 6,5 a 4,5.

## Títulos
- Campeão Mundial FIDE 2006
- Madrid 1994, 1996, 1997
- Dos Hermanas 1996
- Amsterdam 1996
- Vienna 1996
- Novgorod 1996
- Antwerp 1997
- Monaco 2001
- Dortmund 2001
- Linares 2005 (empatado com Kasparov, porém perde no desempate)
- Sófia 2005